# Опашень

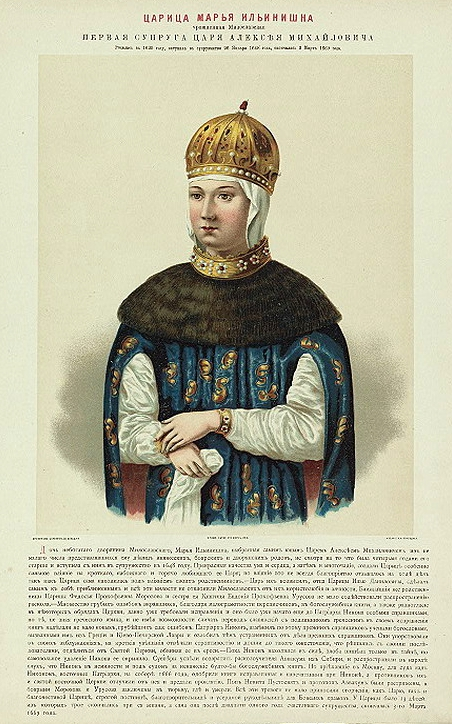
Мария Ильинична Милославская в опашне. Сверху — круглое накидное ожерелье

О́пашень — старинная мужская и женская верхняя летняя одежда. Разновидность охабня.
Слово «опашень» происходит от «распахнуть». В письменных источниках впервые упоминается в 1359 году.
Также как охабень, опашень имел откидные длинные широкие рукава. Рукава сужались к запястью. Руки продевались в особые разрезы, а рукава висели вдоль фигуры. Воротника не было. Опашень никогда не подпоясывали.
Царский опашень, подбитый горностаем, назывался платном.
Женский опашень — с частыми пуговицами, украшенный по краям шёлковым или золотым шитьем. Пуговицы золотые или серебряные; могли быть величиной с грецкий орех. Сзади пришивался подбитый мехом капюшон, висевший до середины спины. Женщины с опашнём носили круглое накладное ожерелье из собольего или бобрового меха.